# Norman Mason
Norman Kellogg Mason (* 25. November 1895 in Nassau (Bahamas); † Juli 1971 in St. Louis, Missouri) war ein US-amerikanischer Jazzmusiker (Saxophone (Bariton, Sopran, Alt), Klarinette), der viele Jahre in der Musikszene von St. Louis aktiv war.

## Leben und Wirken
Mason wuchs in Nassau (Bahamas) auf, wo er erste Erfahrungen als Musiker machen konnte. 1913 zog er nach Miami, ging mit den Rabbit Foot Minstrels auf Tourneen und lebte eine Zeitlang in Jackson (Mississippi). Ab 1920 arbeitete er bei Fate Marable auf Flussdampfern und in Nachtclubs in St. Louis. Erste Aufnahmen mit Marable entstanden 1924 für Okeh Records. Ab 1921 war er Mitglied der Reed-Section in Ed Allens Whispering Gold Band. Ab 1929 spielte er auch Klarinette. In dieser Zeit gründete er die Formation Carolina Melodists, mit der er im Mittleren Westen, in den Südstaaten und bis New York tourte. Ihre Musik wurde auch im Rundfunk übertragen. 1934 spielte er im Club Annex in Chicago.
Während des Zweiten Weltkriegs arbeitete er in einem Stahlwerk. 1956 nahm er in St. Louis mit den Dixie Stompers auf; in den 1960er-Jahren noch mit Singleton Palmer and His Dixieland Band. Im Bereich des Jazz war er zwischen 1924 und 1967 an zehn Aufnahmesessions beteiligt.